# Catherine Leroy
Pour les articles homonymes, voir Leroy (patronyme).
Catherine Leroy, née le 27 août 1944 à Sannois (France), et morte le 8 juillet 2006 à Santa Monica (États-Unis), est une photographe française reporter de guerre. Elle est l'une des premières femmes récompensées par le prix Robert Capa Gold Medal, pour ses photos de guerre au Liban.

## Biographie

### Origines et jeunesse
Issue d'un milieu bourgeois, Catherine Leroy passe son enfance à Enghien-les-Bains (Val-d'Oise),, où elle habite une grande maison en bordure du lac. C'est la maison de son grand-père, un parfumeur. Elle y vit avec ses parents, ses grands-parents et sa jeune sœur.
Parce qu'elle souffre d'asthme, on lui conseille les activités artistiques plutôt que sportives. Elle pratique le piano et souhaite faire carrière dans le jazz. Elle passe une audition avec Bruno Coquatrix mais est remerciée en raison de sa jeunesse. Elle se met alors au parachute. Dans son club, elle rencontre un ancien journaliste qui a couvert la guerre d'Indochine. Sa vocation commence à se dessiner. Elle arrête le lycée et travaille chez Manpower,.

### Guerre du Vietnam
En 1966, à 21 ans, Catherine Leroy part au Viêt Nam pour y couvrir la guerre. Elle a acheté un boîtier Leica M2 et un vol aller simple pour le Laos. Malgré l'inquiétude de ses parents, elle restera là-bas trois années. Au départ, elle n'a ni employeur ni contact, seulement une lettre de Paris Match qui promet de publier ses clichés s'ils sont bons. Sa rencontre avec le photographe de l'agence Associated Press Horst Faas lui permet d'être rémunérée à la photo mais c'est surtout son accréditation auprès des autorités américaines qui lui ouvre les portes des scènes de combat. Contrairement à la Seconde Guerre mondiale, les journalistes disposent d'une certaine liberté de circulation, et ce en raison du caractère particulier du conflit, qui officiellement n'est pas une guerre mais une interposition entre les troupes du nord et du sud Vietnam. Par ailleurs, les femmes sont pour la première fois admises sur les champs de bataille.
Catherine Leroy est incorporée en 1967 au sein de la 173e brigade aéroportée pour assister à l'opération « Junction City ». Comme elle est petite et légère, elle est lestée afin de ne pas dériver avec son parachute durant le saut. Elle est blessée. Un général lui remet un insigne récompensant les parachutistes de combat.
Vêtue d'un treillis, équipée de ses boîtiers Leica M2 et Nikon F, elle enchaîne les opérations dans des conditions spartiates, dormant aux côtés des soldats, ne revenant à Saïgon que pour vendre ses clichés d'une guerre qui pour elle ne peut être photographiée qu'au plus près des combats. Horst Faas commente : « Ces photos étaient entièrement nouvelles, leurs expressions étaient nouvelles ». Les médias se mettent à la demander. Elle fait ses preuves et s'intègre aux hommes de troupe, dont elle partage la jeunesse. Elle raconte : « Les GI étaient comme mes frères ». Elle ne se contente pas de capturer l'héroïsme des soldats, la journaliste Elizabeth Becker (en) estimant que « Catherine Leroy a pris des photos de la vraie vie des soldats et des civils. Sans elle, on n’aurait pas aussi bien eu conscience du coût humain de ce conflit ».
Son caractère devenu rude ne laisse pas indifférent, lui attirant la fidélité de photographes comme Christian Simonpietri ou Larry Burrows, quand d'autres refusent de travailler avec elle. Le chef du bureau de l'AFP à Saïgon François Pelou la dénonce auprès des autorités américaines, l'accusant de nuire au travail de ses confrères français. Mise à l'écart des sites militaires, on lui retire finalement son accréditation. Après consultation des archives, Elizabeth Becker estime que c'est une première : « Je n’ai pas pu trouver d’autre exemple de journalistes travaillant de cette façon contre un collègue, surtout pas en temps de guerre ». La même poursuit : « Elle était tellement mal traitée par ses collègues que ces exploits ont été minimisés ».

« Elle avait la réputation d’être une photographe d’un courage et d’une volonté extraordinaires et proverbiales qui faisaient la jalousie de ses concurrents masculins. »

— Robert Pledge, directeur de l'agence Contact Press Images.
Le soutien d'autres photographes comme Horst Faas lui permet de récupérer son accréditation l'année suivante mais sa réputation est écornée dans le milieu.
Son nom est lié à celui du Marine et infirmier américain Vernon Wike, qu'elle photographie le 30 avril 1967 près de Khe Sanh, sur la colline 881S dévastée par les combats : il a le regard perdu, la main posée sur le corps d'un soldat mort, son ami Rock. Ces images poignantes d'un homme qui essaye vainement de ranimer son camarade sont restées célèbres,. « Chaque mère américaine croit reconnaître le corps de son fils » explique France Culture. Ce reportage lui vaut de devenir en 1967 la première femme lauréate du prix George-Polk.
Durant l'offensive du Tết, en 1968, après être passée, habillée en civile, derrière les lignes ennemies pendant la bataille de Huế, Catherine Leroy est capturée (avec François Mazure) par l'armée vietcong, qui lui laisse prendre des photos durant sa détention. Elle réussit à s'évader et emmener avec elle ces documents rares consacrés à l'autre belligérant. Les photos paraîtront le 16 février de la même année en couverture du magazine Life,,.
Admirée pour son courage, elle vit la guerre dans sa chair, attrapant la malaria et étant blessée par des éclats d'obus. En 1969, elle revient changée par le conflit.

### Suite de sa carrière de photographe de guerre
En 1972, elle co-réalise avec Frank Cavestani le film Operation Last Patrol, qui retrace l'histoire du mouvement contre la guerre du Viêt Nam et suit le vétéran Ron Kovic, dont l’ouvrage auto-biographique Né un 4 juillet sera adapté par Oliver Stone au cinéma en 1989. 
Pendant les années 1970, elle se rend dans divers pays en guerre : Somalie, Afghanistan, Libye, Iran, Irak, et Liban. En 1976, elle est la première femme à recevoir le prix Robert Capa Gold Medal, pour ses photos des combats de rue à Beyrouth, lors de la guerre du Liban. Cependant, son métier a changé, les médias ne jouissant plus de la même liberté qu'au Vietnam, alors qu'il est désormais entendu que les images jouent un rôle de plus en plus important pour remporter ou perdre une guerre.

### Reconversion et fin de vie
Catherine Leroy arrête le journalisme de guerre dans les années 1990 et se reconvertit dans la photographie de mode, avec peu de succès. Elle refuse d'écrire ses mémoires malgré les conseils de Robert Pledge et Raymond Depardon, ce qui aurait pu construire sa postérité. Oubliée par la profession, elle a cependant « ouvert un champ dans la photographie. [...] Mais aussi elle a tracé un chemin pour les femmes » conclut Elisabeth Becker. Elle se lance  en 1997 dans le cyber-shopping avec le site « Pièce Unique », spécialisé dans les accessoires de mode « vintage » de créateurs et de couturiers,.
Catherine Leroy meurt le 8 juillet 2006, des suites d'un cancer du poumon, à Santa Monica, où elle vivait  modestement,,.

## Prix et distinctions
- 1967 : Prix George-Polk[2]
- 1976 : Robert Capa Gold Medal[2],[9]

## Postérité
En 2011 est créée la Dotation Catherine Leroy, qui s'emploie à faire redécouvrir son travail.
En 2015, Jacques Menasche consacre un documentaire à sa carrière, intitulé Cathy at War,. La même année, le peintre Axel Sanson la représente dans l'un de ses tableaux.
Alors que le rôle des femmes a été minimisé dans l'histoire du journalisme lié à la guerre du Vietnam, il faut attendre une tribune de Elizabeth Herman parue dans le New York Times en mars 2017 puis celle d'Elizabeth Becker (en) en novembre de la même année dans le même journal, pour les mettre véritablement en lumière. Cette dernière publie en 2021 le livre You Don't Belong Here (« Vous n’avez rien à faire ici »), consacré aux correspondantes de guerre Frances FitzGerald, Catherine Leroy et Kate Webb.
Le 15 janvier 2022, France Culture lui consacre une émission intitulée « Catherine Leroy (1944-2006), un regard oublié ».
En 2022, son travail est présenté dans le cadre de l'exposition Femmes photographes de guerre au musée de la Libération de Paris - musée du Général Leclerc - musée Jean-Moulin, à Paris.

## Publications
- (en) Tony Clifton et Catherine Leroy, God Cried, Quartet Books, 1983  (ISBN 978-0-7043-2375-9).
- (en) Catherine Leroy, Under Fire, Great Photographers and Writers in Vietnam, Random House, 2005  (ISBN 978-1-4000-6358-1).

## Documentaires
- Operation Last Patrol, documentaire co-réalisé par Frank Cavestani et Catherine Leroy, 1972, 54 min[16]
- Cathy s'en va-t-en guerre, film de Jacques Menasche, 2016, 73 min

### Presse
- (en) The Greatest War Photographer You’ve Never Heard Of sur le site de The New York Times, 28 mars 2017
- Raphaëlle Rérole, « Les guerres de Catherine Leroy », Le Monde, 24 août 2021 [lire en ligne]

### Émission
- [(fr) Cherchez la femme ! (29/30) Catherine Leroy - La photographie de guerre sur Arte (page consultée le 27 janvier 2023)], série en stop motion de Julie Gavras (2021), Arte, durée 0 h 4.